# خمسة سنتيمترات في الثانية
خمسة سنتيمترات في الثانية (باليابانية: 秒速5センチメートル، بالروماجي: Byōsoku Go Senchimētoru) (بالإنجليزية: 5 Centimeters per Second)‏ هو فيلم أنمي ياباني من إنتاج وتأليف ماكوتو شينكاي. تم الانتهاء من الفيلم في 22 يناير عام 2007. صدر الجزء الأول من الفيلم على ياهو! اليابان بث الفيديو مباشرةً إلى ياهو! من 16 إلى 19 فبراير عام 2007. وفي 3 مارس 2007، عرض الفيلم كامل في سينما رايز في شيبويا، طوكيو. يتكون الفيلم من ثلاثة أجزاء: أزهار الكرز المختارة (بالإنجليزية: Cherry Blossom)‏ (باليابانية: 桜 花 抄، بالروماجي: Ōkashō)، ورائد فضاء (بالإنجليزية: Cosmonaut)‏ (باليابانية: コ ス モ ナ ウ ウ ト، بالروماجي: Kosumonauto)، وخمسة سنتيمترات في الثانية (بالإنجليزية: 5 Centimeters per Second)‏ (باليابانية:  秒速5センチメートル، بالروماجي: Byōsoku Go Senchimētoru).

## القصة
تدور أحداث القصة عن تاكاكي تونو وأكاري شينوهارا الذين يدراسان في نفس الصف في المدرسة الابتدائية خلال وقت دراستهما سوياً قويت صداقتهما كثيرا ولكن صداقتهم تتعرض لأولى الاختبارات حيث انتقلت أكاري شينوهارا من المدرسة بسبب عمل والديها خارج المنطقة حاول كل منهما أن يحافظ على هذه الصداقة مع بعد المسافة والوقت الذي بدأ يسحب كل منهما عن الأخر، ولكن يحاولا أن يلتقيا من جديد وقد قطعا وعدًا بذلك.

## الشخصيات
تاكاكي تونو (باليابانية: 遠野 貴樹، بالروماجي: Tōno Takaki)
مؤدي الصوت: كينجي ميزوهاشي
أكاري شينوهارا (باليابانية: 篠原 明里، بالروماجي: Shinohara Akari)
مؤدية الصوت: يوشيمي كوندو (الجزء 1)
أياكا أونوي(الجزء 3)
كاناي سوميدا (باليابانية: 澄田 花苗، بالروماجي: Sumida Kanae)
مؤدية الصوت: ساتومي هانامورا

## وصلات خارجية
Madman New Zealand
- 5 Centimetres per Second at Madman Australia
- Introduction of the film on Makoto Shinkai's website (باليابانية)
- 5 Centimeters per Second Review at Anime+ Podcast
- 5 Centimeters per Second Review at HK Neo Reviews
- Chris Beveridge's 5 Centimeters per Second Manga Review

خمسة سنتيمترات في الثانية على موقع IMDb (الإنجليزية)
- خمسة سنتيمترات في الثانية على موقع روتن توميتوز (الإنجليزية)
- خمسة سنتيمترات في الثانية على موقع نتفليكس (الإنجليزية)
- خمسة سنتيمترات في الثانية على موقع ألو سيني (الفرنسية)
- خمسة سنتيمترات في الثانية على موقع Turner Classic Movies (الإنجليزية)
- خمسة سنتيمترات في الثانية على موقع أول موفي (الإنجليزية)
- خمسة سنتيمترات في الثانية على موقع فيلمافينيتي (الإسبانية)
- خمسة سنتيمترات في الثانية على موقع قاعدة بيانات الفيلم (الإنجليزية)
- خمسة سنتيمترات في الثانية على موقع ليتربوكسد (الإنجليزية)
- خمسة سنتيمترات في الثانية على موقع كينوبويسك (الروسية)